# Cymbidium

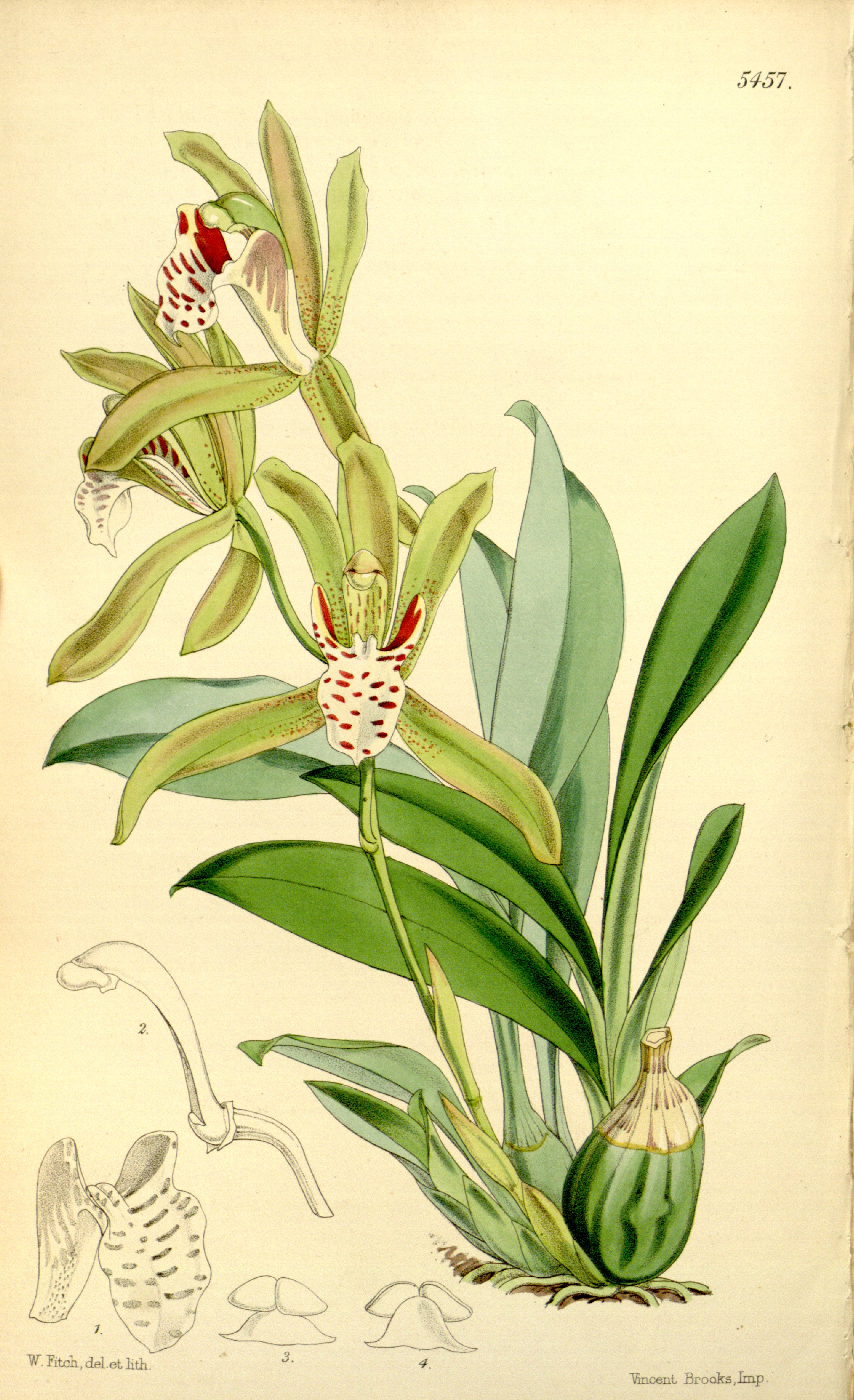
Illustration aus Curtis's Botanical Magazine, Volume 90, Series	3, Nr. 20, 1864, Tafel 5457 von Cymbidium tigrinum

Die Pflanzengattung Cymbidium gehört zur Familie der Orchideen (Orchidaceae). Die 55 bis 77 Arten stammen ursprünglich aus Asien und Nordost-Australien. Der botanische Gattungsname Cymbidium leitet sich von dem altgriechischen Wort κυμβος kymbós für „Nachen, Kahn“ ab und beschreibt die elegant geschwungene, kräftige Blütenlippe. Im deutschen Sprachraum werden diese Orchideen deshalb auch „Kahnlippe“, „Kahnorchis“ und „Kahnorchidee“ genannt.
Cymbidium-Sorten sind vor allem als Zierpflanzen bekannt und beliebt, besonders die unzähligen, großblumigen Hybriden erfreuen sich weltweiter Bekanntheit und wachsender Nachfrage. Millionen von Topfpflanzen werden jährlich in Supermärkten, Baumärkten und Gartencentern und als Schnittblumen in Floristikgeschäften verkauft, aber meist werden sie als Schnittblumen gehandelt. Reine Arten gelten zum Teil als begehrte Sammlerobjekte. In China werden sie seit mindestens 500 v. Chr. kultiviert und gezüchtet.

## Beschreibung

### Vegetative Merkmale
Cymbidien-Arten wachsen als ausdauernde krautige Pflanzen mit oder ohne Pseudobulben, die Triebe entspringen sehr kurzen Rhizomen. Die Bulben sind eiförmig, ellipsoid oder spindelförmig und oft von den Blattbasen umschlossen.
Die wenigen bis vielen Laubblätter sind zweizeilig angeordnet. Die einfachen Blattspreiten sind linealisch oder lanzettlich, seltener schmal-elliptisch. An der Blattbasis ist bei den meisten Arten ein Trenngewebe vorhanden.

### Generative Merkmale

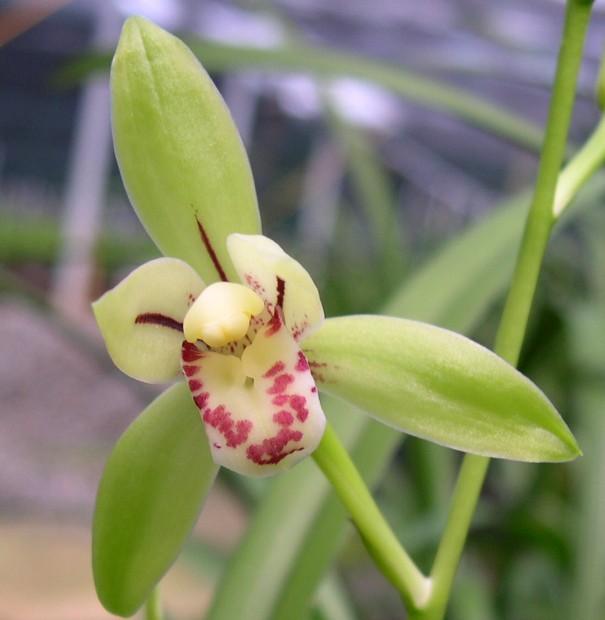
Blüte im Detail von Cymbidium ensifolium

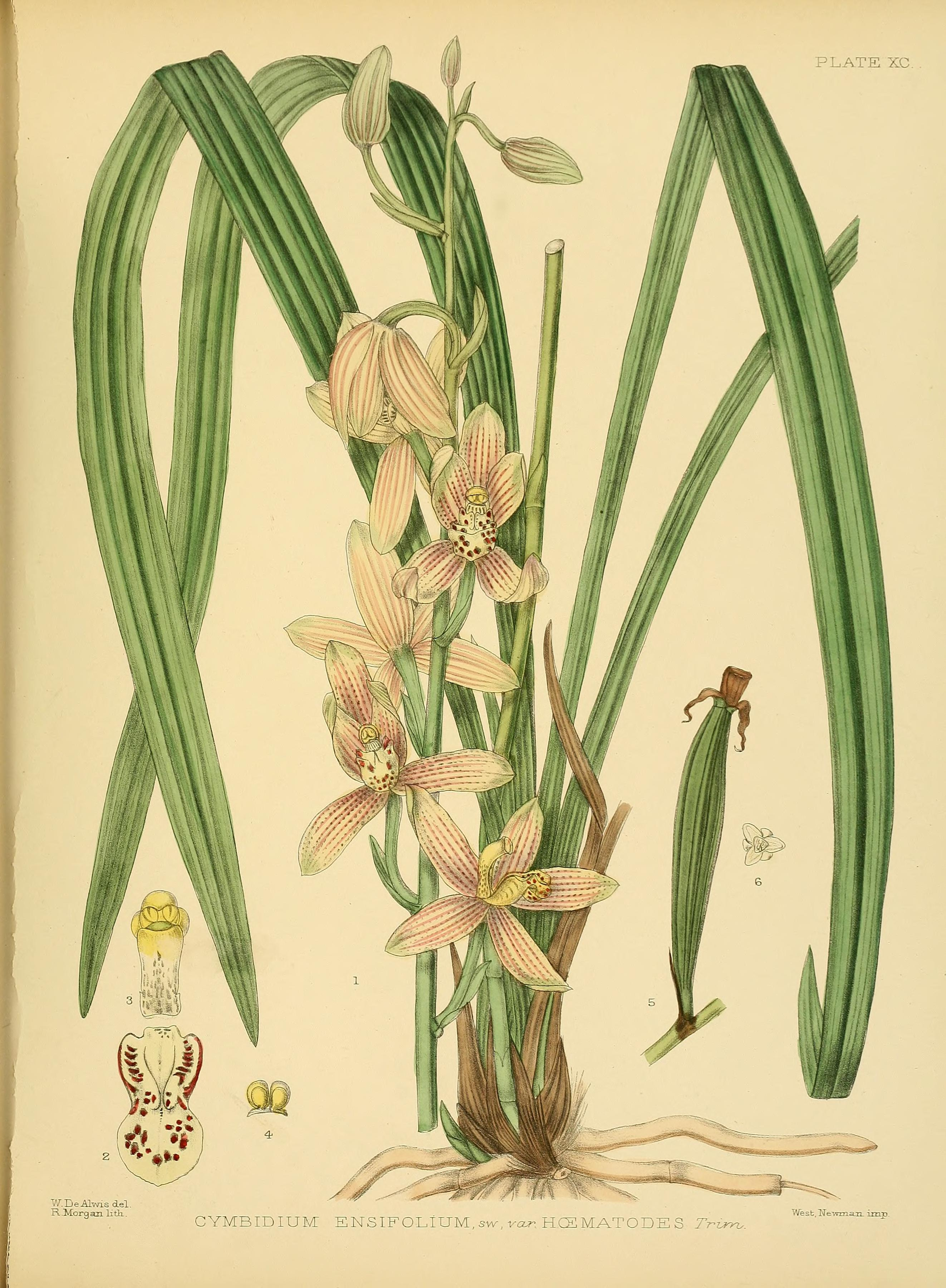
Illustration aus A hand-book to the flora of Ceylon, 1898, Tafel XC von Cymbidium haematodes

Die Blütenstandsschäfte erscheinen an der Basis der Pseudobulben, seltener aus den Blattachseln. Die Blüten stehen selten einzeln, sondern meist zu vielen in aufrechten oder überhängenden Blütenständen. Die Deckblätter sind haltbar.
Die zwittrigen Blüten sind zygomorph, dreizählig und mittelgroß oder groß. Die Sepalen und Petalen sind freistehend und verschieden lang. Die Lippe ist ebenfalls freistehend oder an ihrer Basis um drei bis sechs Millimeter mit der Säule verwachsen, dreilappig und die Seitenlappen stehen oft aufrecht. Die Mittellobe ist meist zurückgebogen, die hintere Platte weist zwei Längslamellen auf, die von der Basis der Lippe bis zum Zentrum der Mittellobe verlaufen, manchmal sind die Lamellen zur Spitze hin aufgeblasen, oder in der Mitte gebrochen. Die Blütensäule ist ziemlich lang, oft leicht bogenförmig und eng geflügelt. Die wachsartigen Pollinien setzen sich entweder aus zwei gleichen Säckchen oder vier – dann in zwei ungleichen Paaren – zusammen, an ihrer Basis sind sie an einem kurzen Stielchen miteinander verwachsen.
Die Kapselfrüchte sind eiförmig und weisen an ihrer Oberfläche mehrere Längsfurchen auf.

## Ökologie
Cymbidien-Arten wachsen als autotrophe oder mykotrophe Pflanzen.
Zu den zahlreichen Bestäuber-Insekten gehören unter anderem Honigbienen, Wespen, Holzbienen und Hummeln. Von der Befruchtung bis zur reifen Kapselfrucht kann es bis zu neun Monate dauern. Bei einigen wenigen Arten, wie zum Beispiel Cymbidium lowii, konnte ein besonderes Phänomen beobachtet werden, das auch bei anderen Orchideengattungen wie Phalaenopsis und Vanda auftritt: Nach erfolgreicher Befruchtung verwelken die Blütenhüllblätter nicht und fallen auch nicht ab, sie bilden sich lediglich etwas zurück, vergrünen und verbleiben bis zur vollständigen Reife der Samen. Es wird vermutet, dass diese Blütenmetamorphose mittels zusätzlicher Photosynthese das Reifen der Samen begünstigen soll.

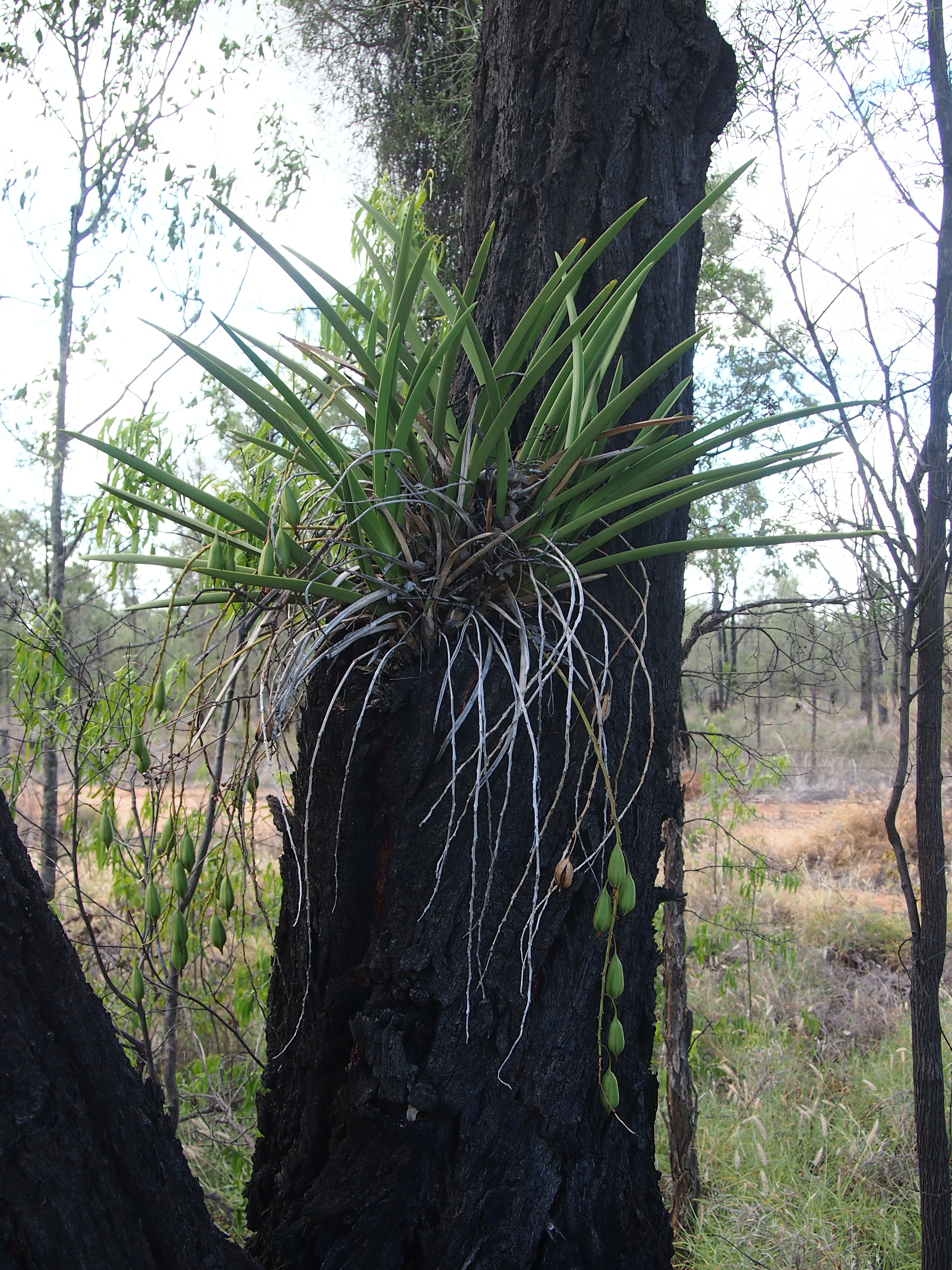
Habitus im Habitat von Cymbidium canaliculatum

## Vorkommen
Die Gattung Cymbidium ist von Asien bis ins nördliche Australien verbreitet: China, Nepal, Nord-Indien, Japan, Malaysia, Borneo, Sri Lanka, Neuguinea und die Salomon-Inseln. Die Cymbidium-Arten gedeihen in den Tropen und Subtropen bis in die alpine Höhenstufe. Die Cymbidium-Arten leben überwiegend terrestrisch oder epiphytisch, seltener lithophytisch, wobei die Anzahl epiphytischer Arten im waldreichen Tiefland überwiegt.

## Botanische Geschichte

### Kulturgeschichte
Die Gattung Cymbidium gehört zu den ältesten kultivierten Orchideen der Menschheitsgeschichte. Bereits der chinesische Dichter, Philosoph und Gelehrte Konfuzius (551–478 v. Chr.) pries den Duft und die Schönheit von Cymbidien. Er nannte die Orchidee lánhuā (chinesisch 蘭花 „anmutige Blume“), das für lán verwendete Schriftzeichen steht in der chinesischen Kalligrafie für Anmut, Eleganz und Reinheit. Während der Song-Dynastie (960–1279) galten Cymbidien in der Zen-Malerei als besonders begehrtes Motiv. Die älteste Monografie über Orchideen in Gärten und Parks wurde von Zhao Shigeng unter dem Titel Jinzhang lanpu (chinesisch 金漳蘭譜 „Abhandlungen über Orchideen in Chin-Chang“) um 1233 verfasst. In seinem Werk beschreibt Zhao die botanischen Details sowie die korrekte Kultur von über 22 Orchideenarten, vornehmlich der Gattungen Calanthe, Phaius und eben Cymbidium.
In Asien werden bestimmte Arten, zum Beispiel Cymbidium ensifolium, zu medizinischen Zwecken verwendet: In China werden die Pseudobulben gegen Magenschmerzen und Venenleiden eingesetzt. In Kambodscha, Laos und Vietnam werden die Blüten zum Auswaschen der Augen genutzt, die Blätter zur Förderung der Urinausscheidung und die Wurzeln werden bei Atemwegsproblemen verwendet.
Im südasiatischen Bhutan werden die Pseudobulben und Blüten von Cymbidium hookerianum gesammelt und entweder verzehrt oder auf dem Markt verkauft. Sie gelten dort als Delikatesse und werden von den Einheimischen „Olachoto“ genannt.
Cymbidium war die erste Orchideengattung, bei der die Vermehrung durch die sogenannte Pflanzliche Gewebekultur im Jahr 1960 erfolgreich gelang.

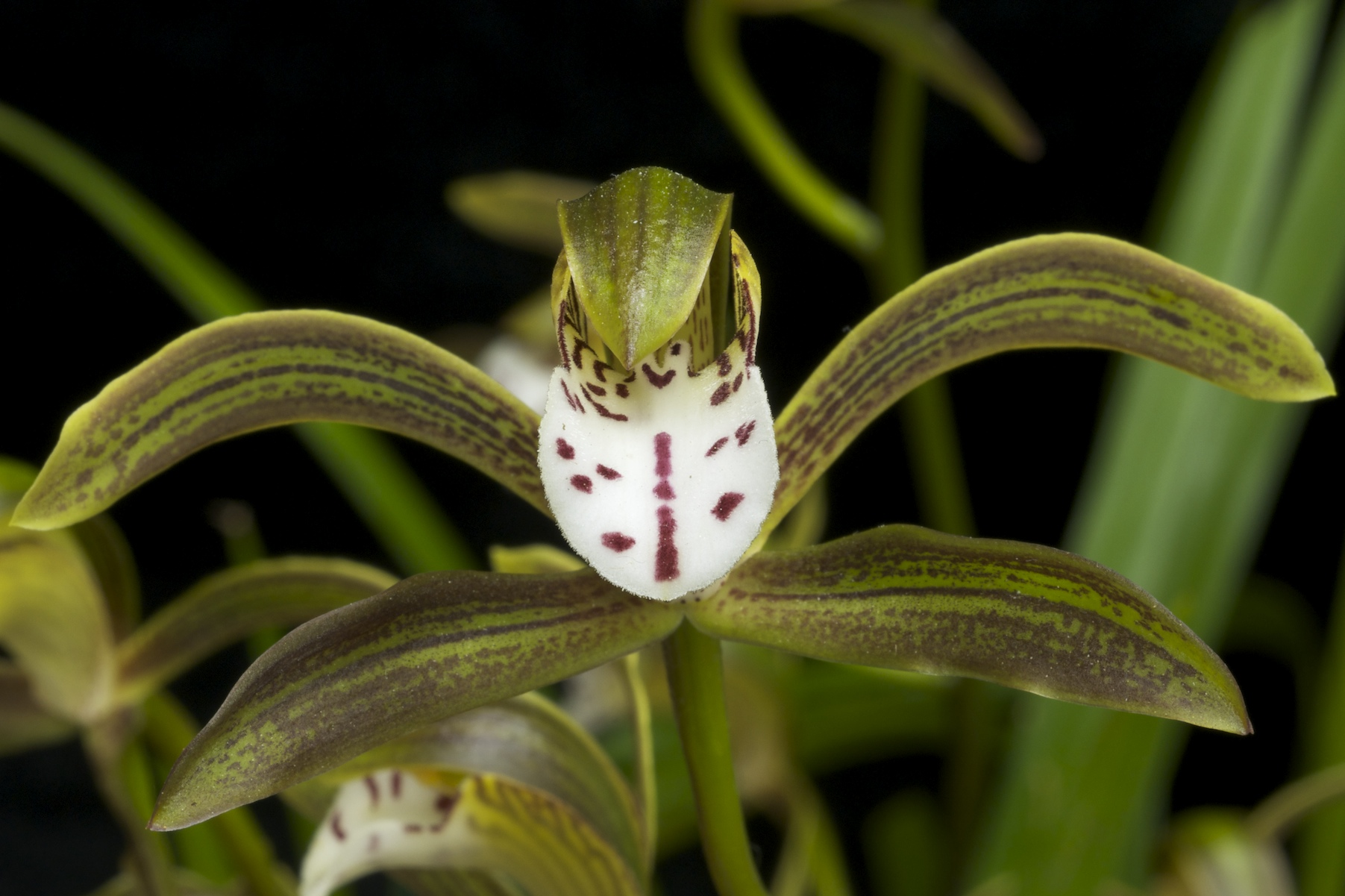
Die Sorte Cymbidium erythraeum ‘Paradise’

### Moderne
Es werden unzählige, namenlose Cymbidium-Hybriden in Supermärkten, Baumärkten und Gartencentern und als Schnittblumen in Floristikgeschäften verkauft. Dabei wurden die Hybriden vor allem auf Großblumigkeit, Blühfreudigkeit und Robustheit gezüchtet. Topfpflanzen werden überwiegend im Freiland (z. B. auf Balkon und Terrasse) gehalten, da sie frische, bewegte Luft brauchen. Manche Arten sind sogar frosthart. Reine Arten wie z. B. Cymbidium lowii und Cymbidium aloifolium gelten als Raritäten und sind überwiegend bei Sammlern sehr gefragt.

## Systematik

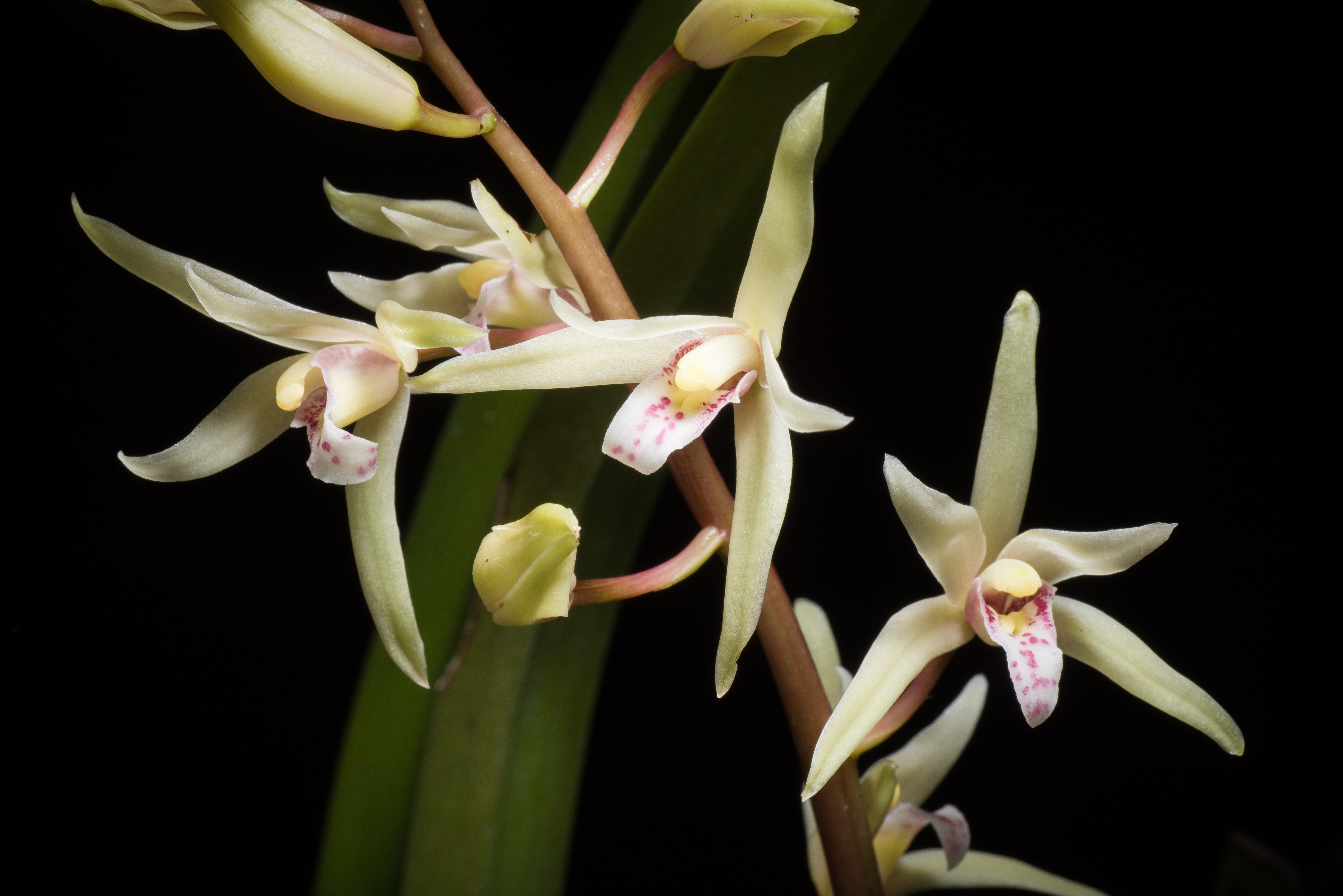
Cymbidium aliciae

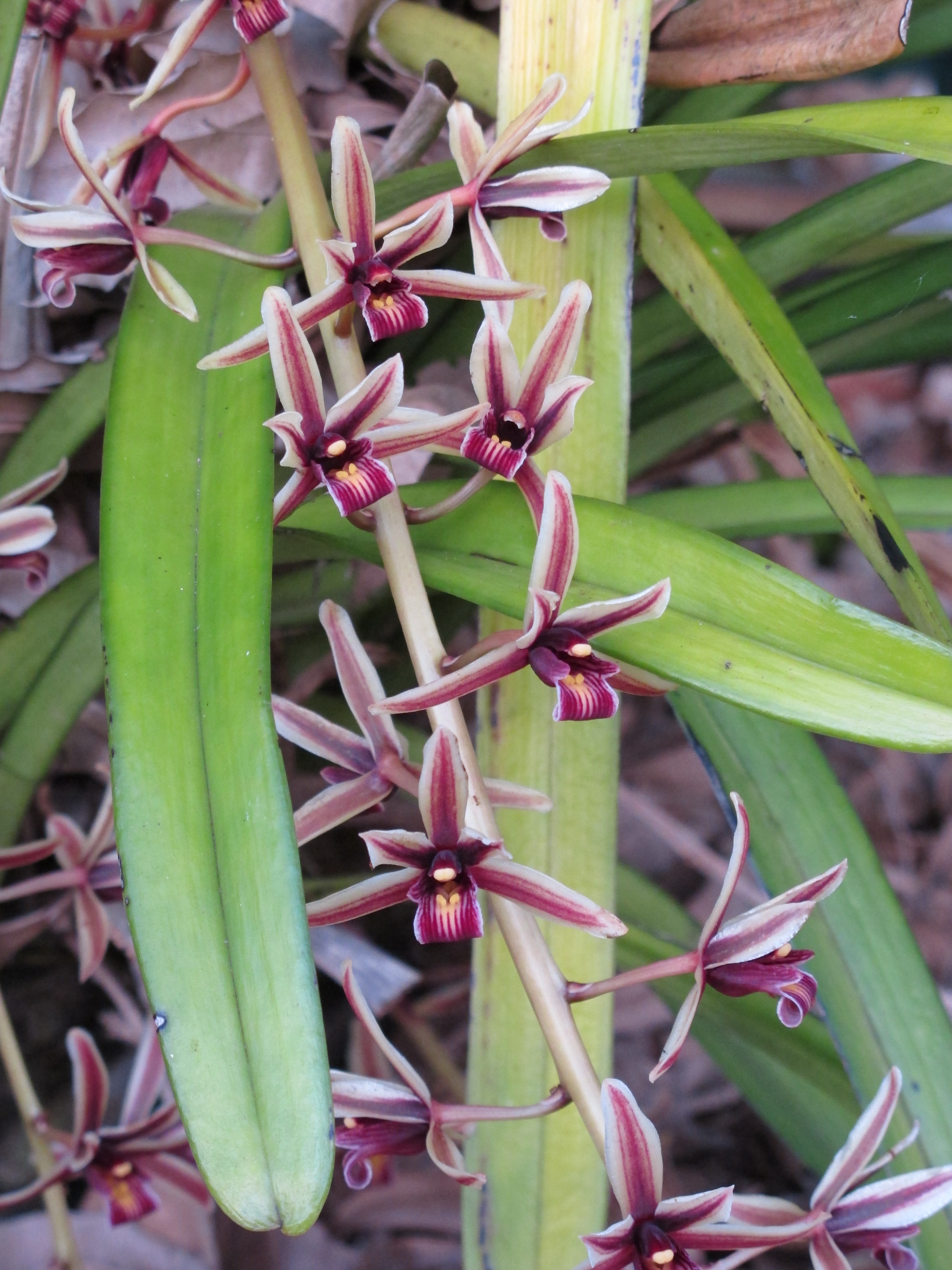
Cymbidium aloifolium

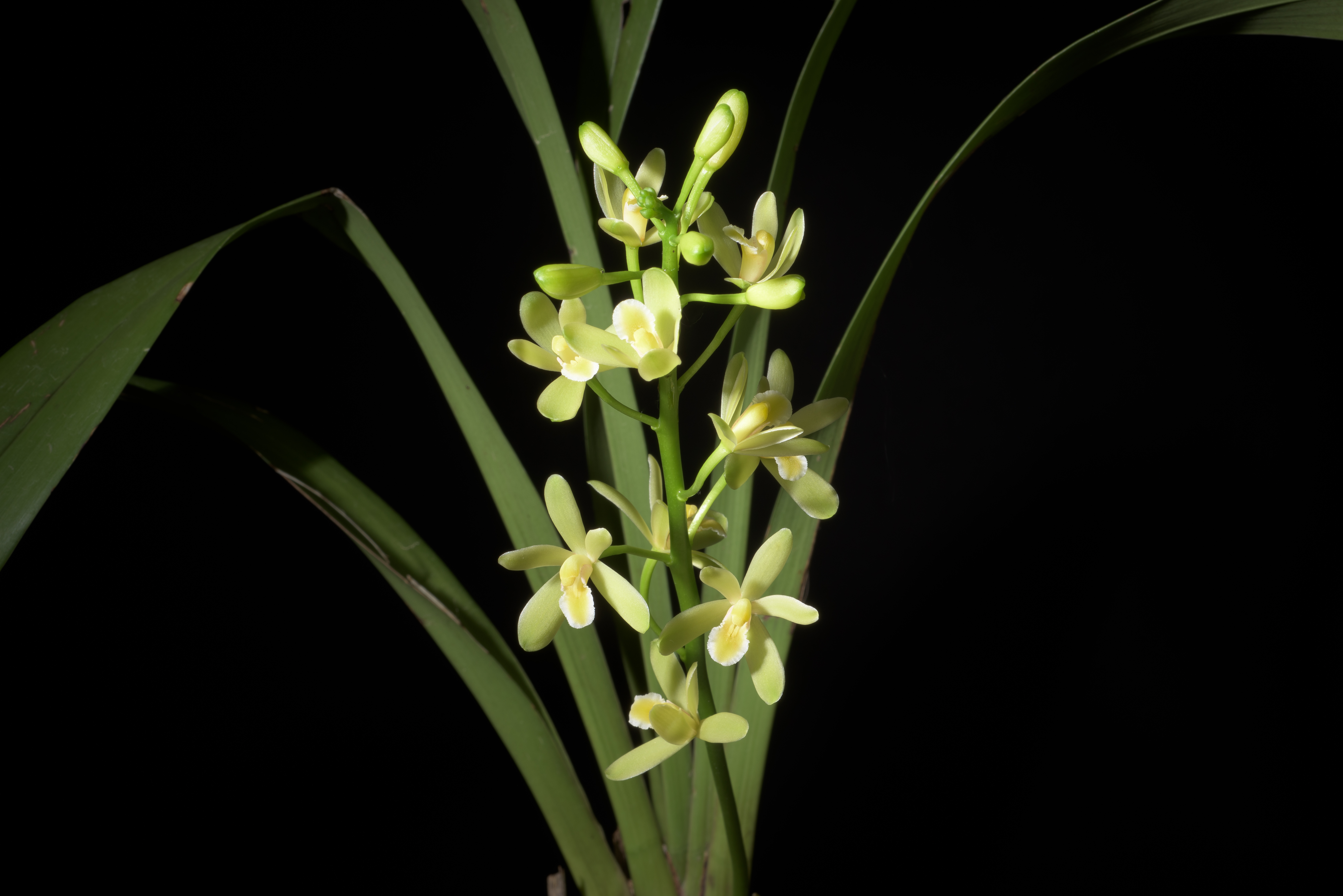
Cymbidium chloranthum

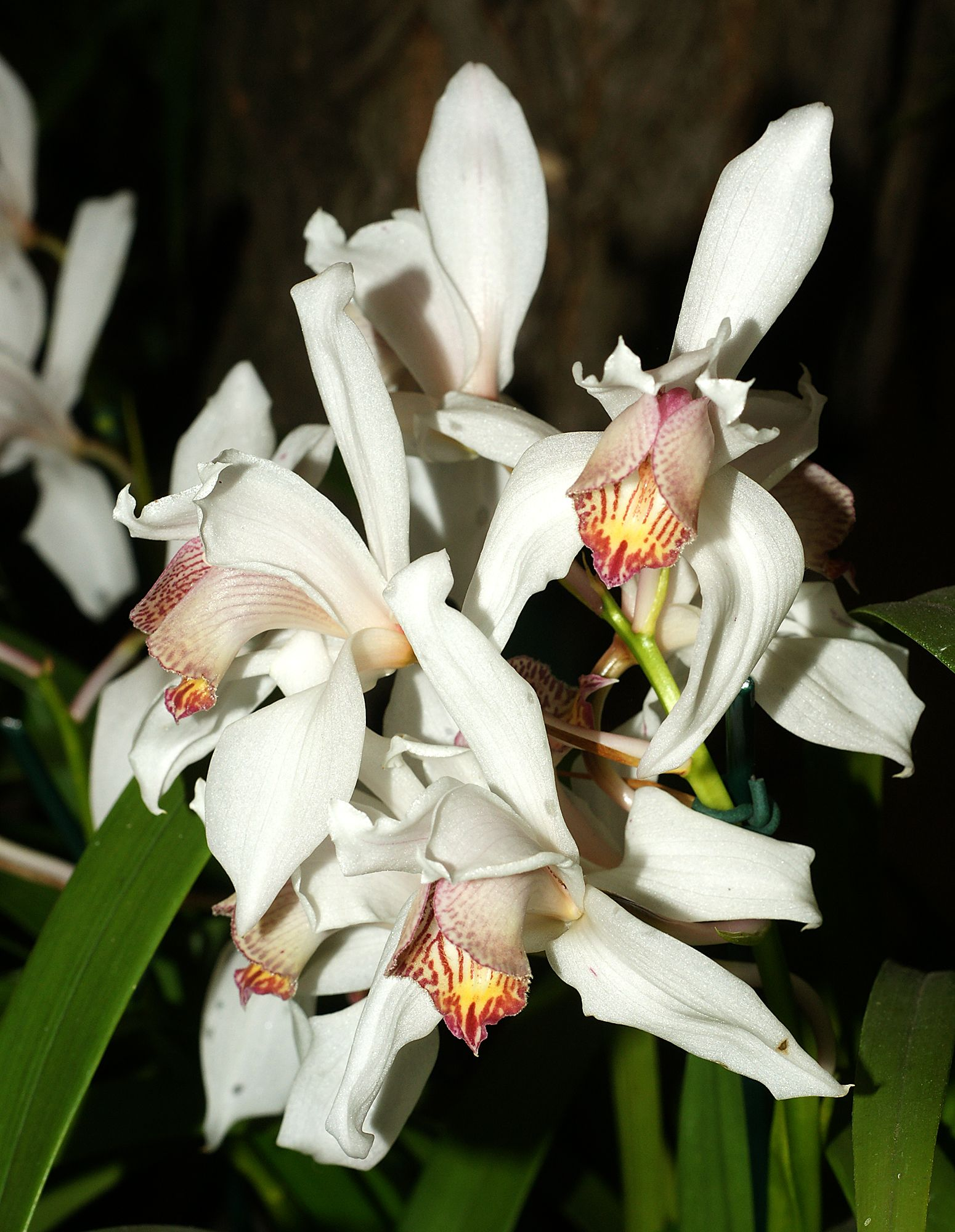
Cymbidium erythrostylum

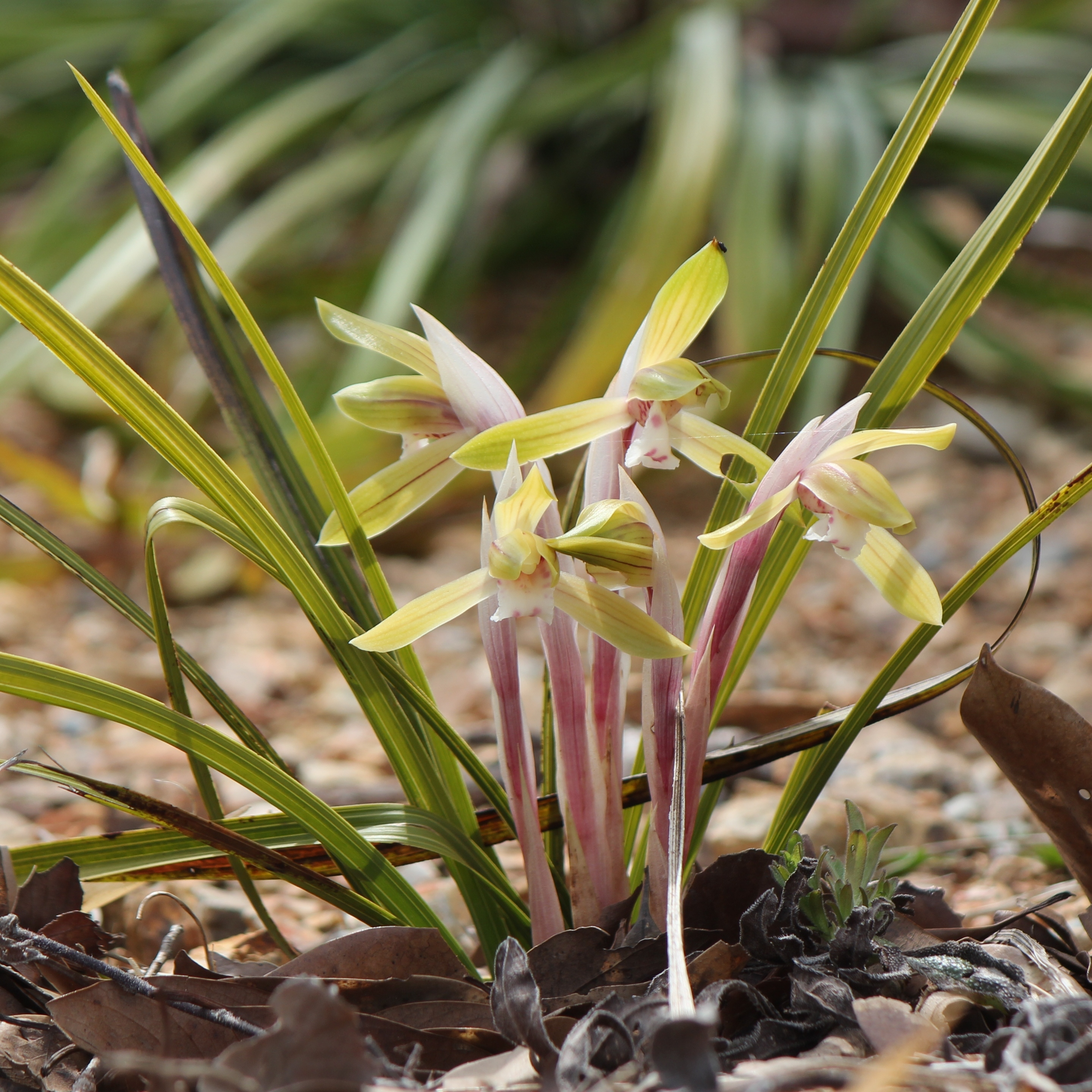
Cymbidium goeringii

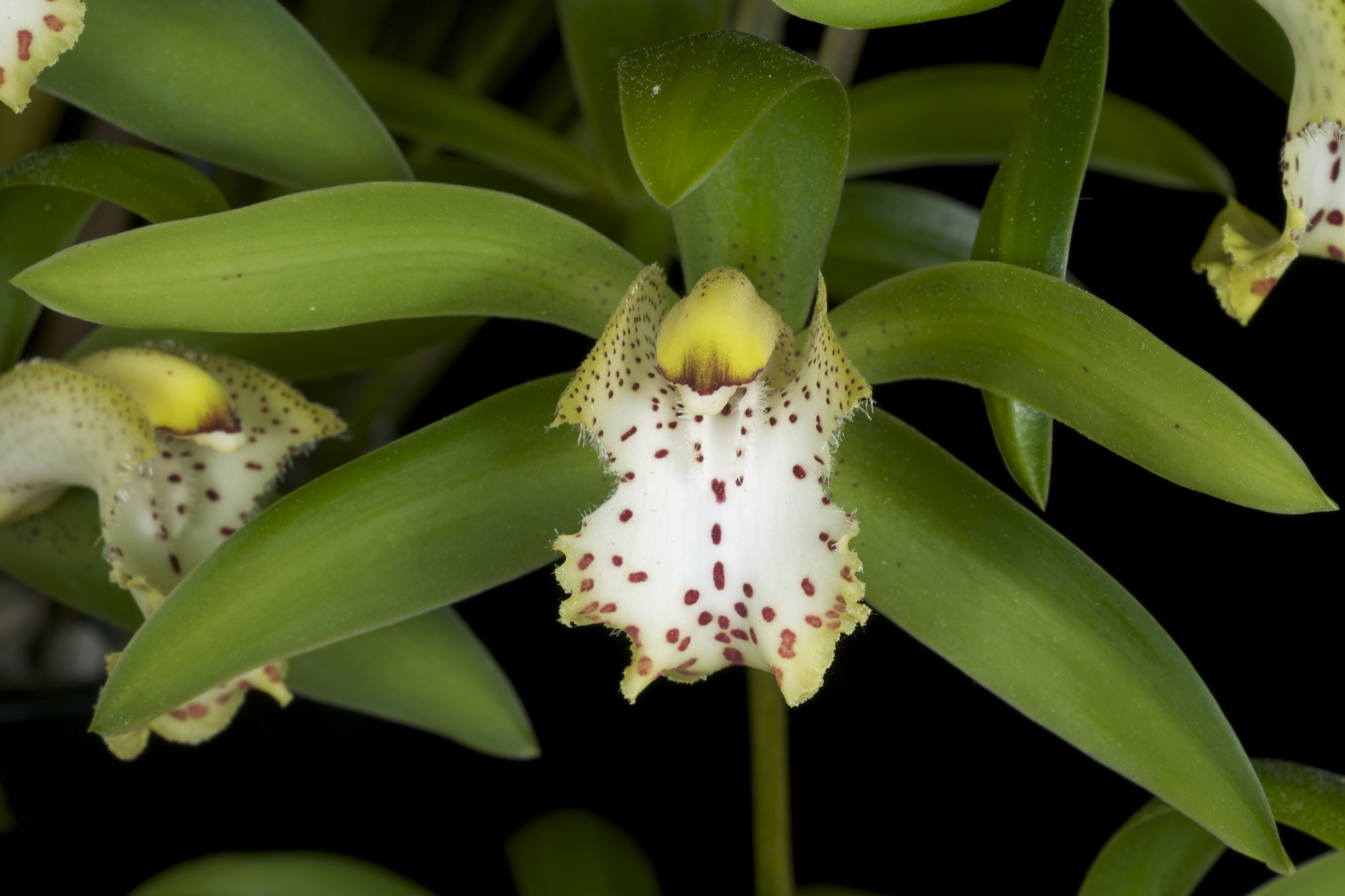
Cymbidium hookerianum

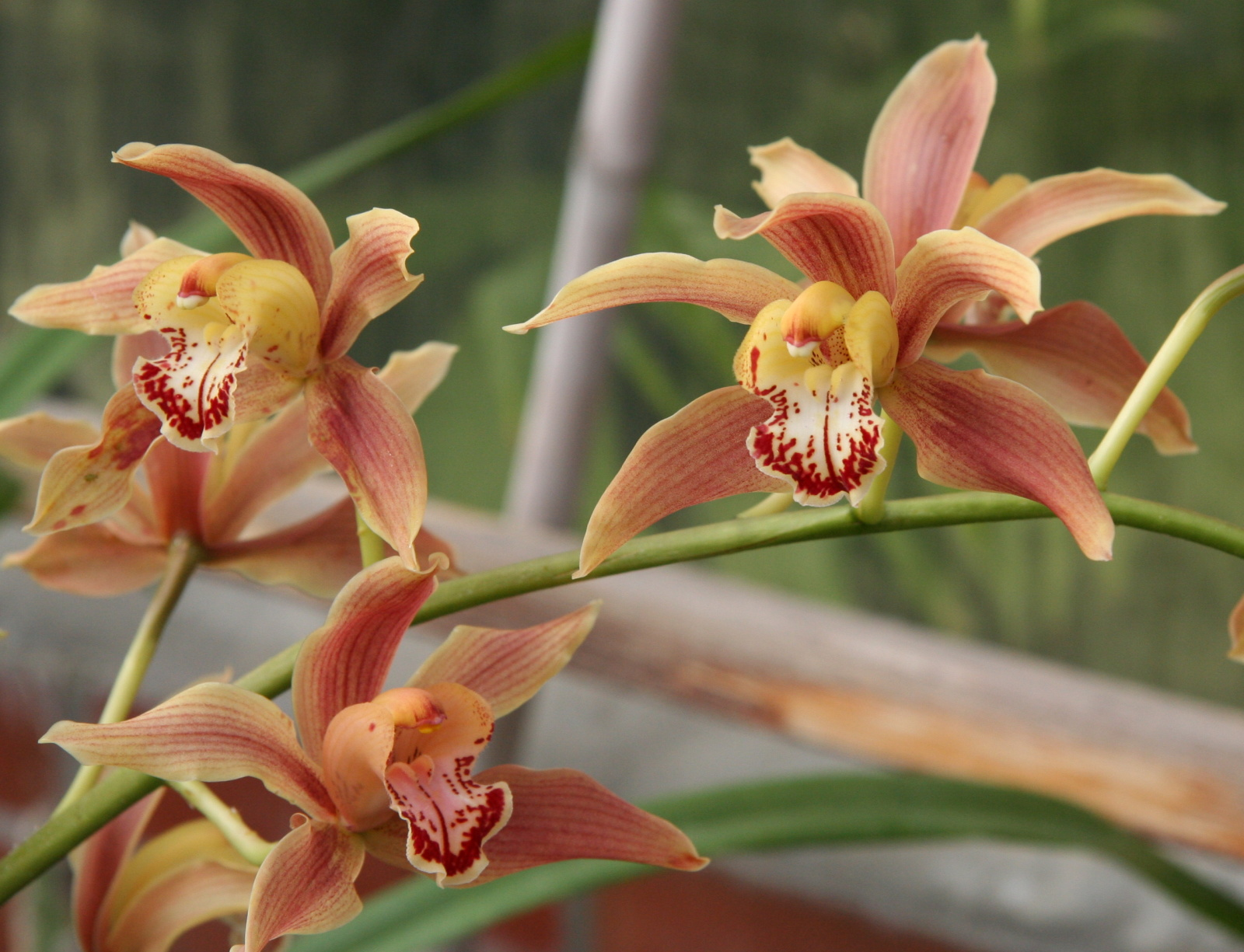
Cymbidium iridioides

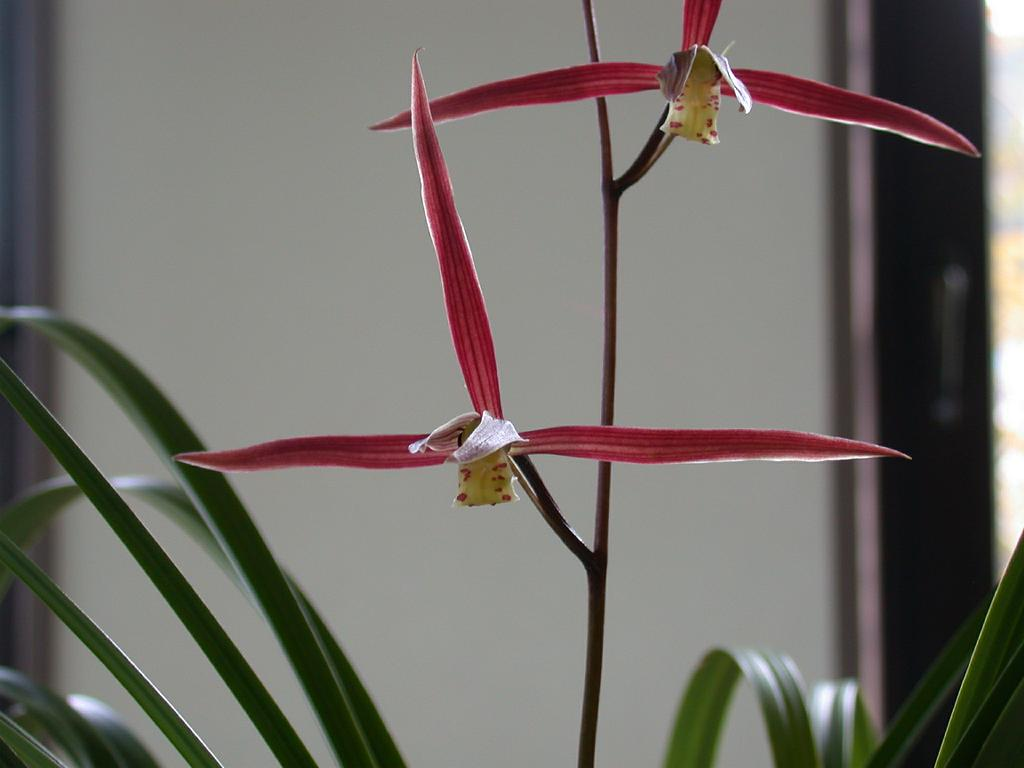
Cymbidium kanran

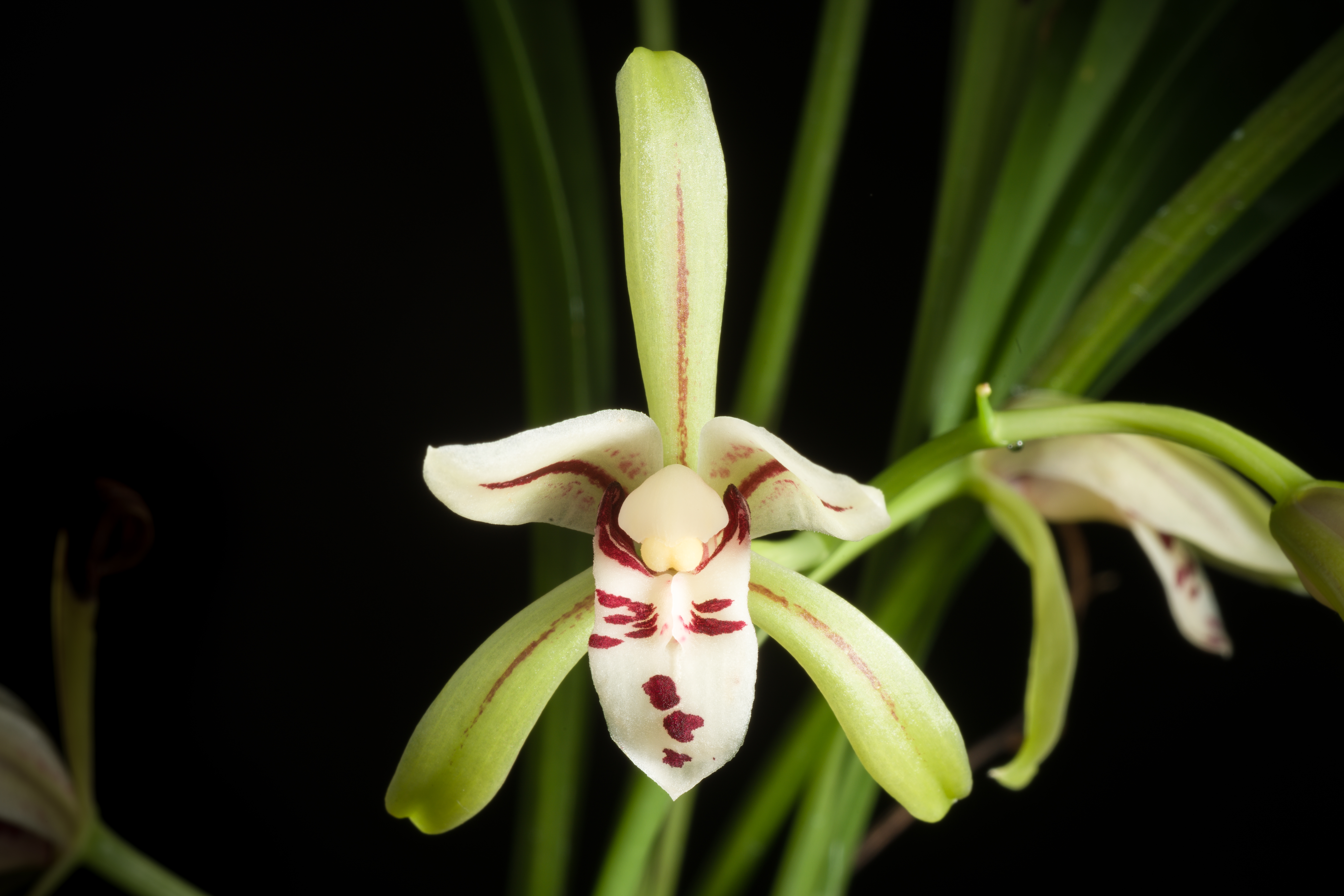
Cymbidium lancifolium

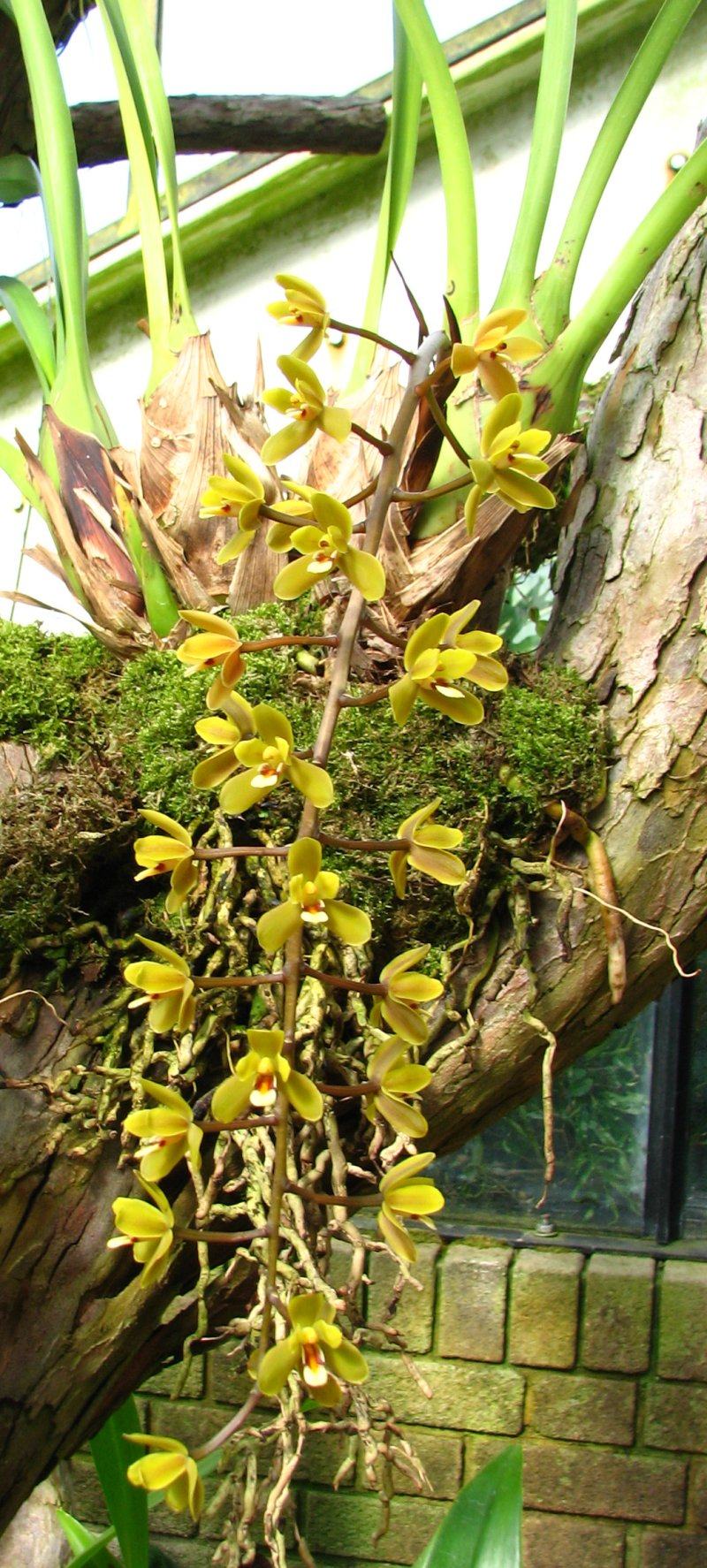
Cymbidium madidum

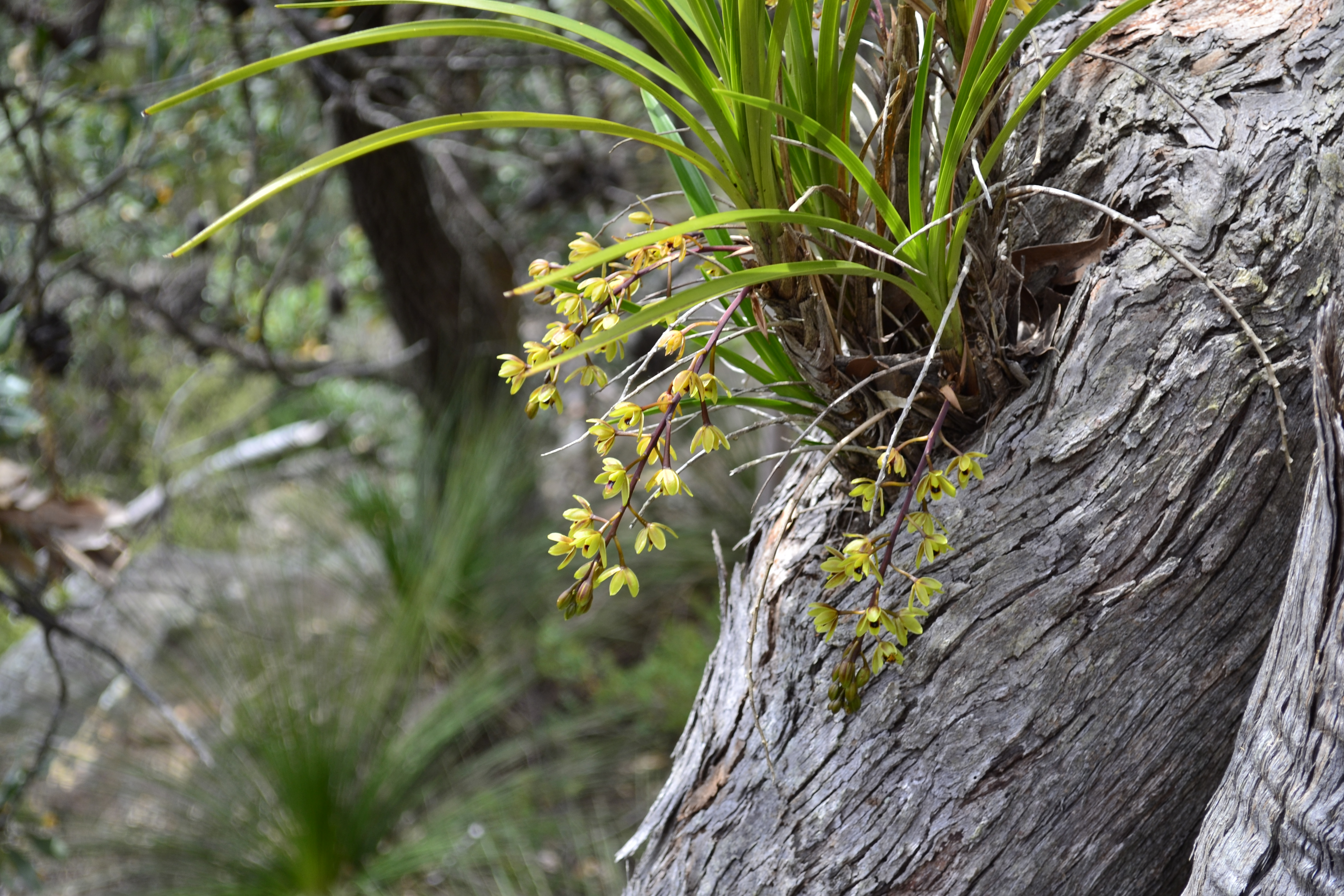
Cymbidium suave

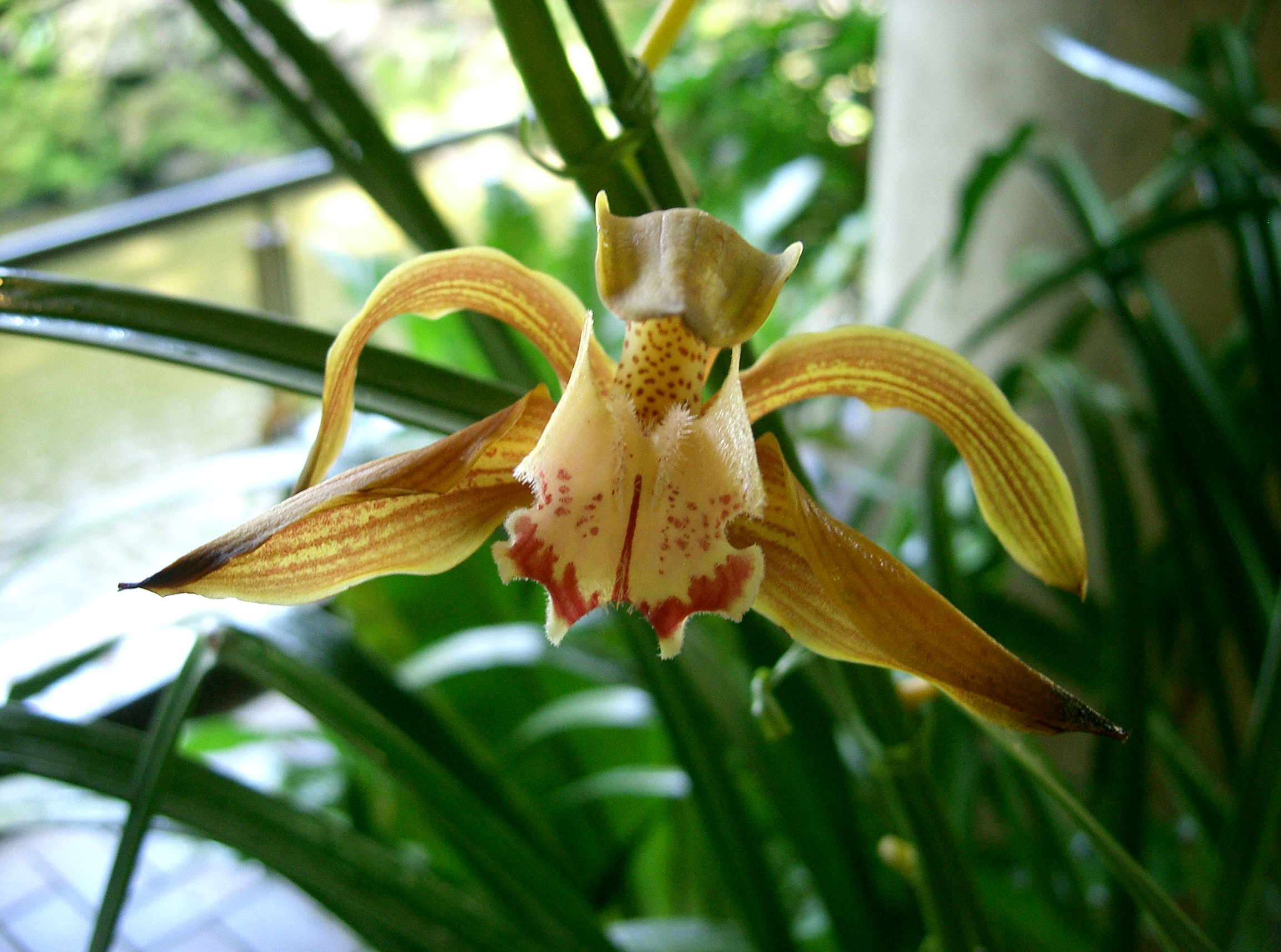
Cymbidium tracyanum

### Taxonomie
Die Gattung Cymbidium wurde 1799 durch den schwedischen Botaniker Olof Peter Swartz in seinem Werk Nova Acta Regiae Societatis Scientiarum Upsaliensis, Series 2, 6, S. 70 aufgestellt. Lectotypusart ist Cymbidium aloifolium (L.) Sw. (L.) Sw.

### Arten und ihre Verbreitung
Je nach Autor gibt es 55 bis 77 Arten:
- Cymbidium acuminatum M.A.Clem. & D.L.Jones: Sie kommt nur im östlichen Neuguinea vor.[16]
- Cymbidium aestivum Z.J.Liu & S.C.Chen: Sie wurde 2004 erstbeschrieben. Dieser Endemit gedeiht in Höhenlagen von 1500 bis 1600 Metern nur in Mengla im südlichen Yunnan. Sie ist vielleicht eine Naturhybride[4]
- Cymbidium aliciae Quisumb.: Dieser Endemit kommt nur auf der philippinischen Insel Luzon vor.[16]
- Cymbidium aloifolium (L.) Sw.: Sie ist vom Himalaya, in den chinesischen Provinzen Guangdong, Guangxi, Guizhou sowie südliches bis südöstliches Yunnan[4] bis zum westlichen Malesien (Sri Lanka, Bangladesch, Indien, Nepal, Myanmar, Kambodscha, Laos, Vietnam, Thailand, Malaysia, Indonesien[4]) verbreitet.[16]
- Cymbidium atrolabium X.Y.Liao, S.R.Lan & Z.J.Liu: Sie wurde 2019 aus Yunnan erstbeschrieben.[16]
- Cymbidium atropurpureum (Lindl.) Rolfe (Syn.: Cymbidium pendulum var. atropurpureum Lindl.): Sie ist von Hainan über das südliche Indochina bis westlichen und zentralen Malesien verbreitet.[4][16]
- Cymbidium banaense Gagnep.: Sie kommt in Vietnam vor.[16]
- Cymbidium bicolor Lindl.: Es gibt zwei Unterarten:[16]
  - Cymbidium bicolor Lindl. subsp. bicolor: Sie ist von Indien über Sri Lanka, den Andamanen sowie Nicobaren verbreitet.[16]
  - Cymbidium bicolor subsp. pubescens (Lindl.) Du Puy & P.J.Cribb (Syn.: Cymbidium pubescens Lindl.): Sie ist von den Andamanen sowie Nicobaren bis zum westlichen sowie zentralen Malesien verbreitet.[16]
- Cymbidium borneense J.J.Wood: Sie kommt auf Borneo in Sabah sowie Sarawak vor.[16]
- Cymbidium canaliculatum R.Br.: Sie kommt im nördlichen sowie östlichen Australien vor.[16]
- Cymbidium changningense Z.J.Liu & S.C.Chen: Sie wurde 2005 aus dem westlichen Yunnan erstbeschrieben und ist vielleicht eine Naturhybirde aus Cymbidium lowianum × Cymbidium mastersii. Sie gedeiht epiphytisch auf Bäume am Waldrand oder lithophytisch an schattigen Felsen in Höhenlagen von etwa 1700 Metern nur in Changning.[4]
- Cymbidium chloranthum Lindl.: Sie kommt vom westlichen Malesien bis Palawan vor.[16]
- Cymbidium cochleare Lindl.: Sie kommt vom östlichen Himalaya (Indien, Myanmar) bis südwestlichen Yunnan, Thailand, Myanmar, Nordvietnam und in Taiwan vor.[4][16]
- Cymbidium concinnum Z.J.Liu & S.C.Chen: Sie wurde 2006 erstbeschrieben und ist vielleicht eine Naturhybride aus Cymbidium lowianum × Cymbidium mastersii. Sie kommt in Assam und im westlichen Yunnan[4] vor.[16]
- Cymbidium crassifolium Herb.: Sie kommt vom Himalaya bis Indochina verbreitet.[16]
- Cymbidium cyperifolium Wall. ex Lindl.: Es gibt seit 2003 drei Unterarten:[16]
  - Cymbidium cyperifolium Wall. ex Lindl. subsp. cyperifolium: Sie kommt vom Himalaya bis zum südlichen China vor.[4][16]
  - Cymbidium cyperifolium subsp. indochinense Du Puy & P.J.Cribb: Sie kommt von Indochina bis zu den Philippinen vor.[16]
  - Cymbidium cyperifolium var. szechuanicum (Y.S.Wu & S.C.Chen) S.C.Chen & Z.J.Liu (Syn.: Cymbidium szechuanicum Y.S.Wu & S.C.Chen): Sie hat 2003 den Rang einer Unterart erhalten. Sie kommt in Bhutan und in den chinesischen Provinzen Guizhou, Sichuan sowie Yunnan vor.[4]
- Cymbidium daweishanense G.Q.Zhang & Z.J.Liu: Sie wurde 2018 aus Yunnan erstbeschrieben.[16]
- Cymbidium dayanum Rchb. f.: Sie ist vom Himalaya über China und Indochina bis zum südlichen Teil der japanischen Insel Kyushu und Malesien verbreitet.[4][16]
- Cymbidium defoliatum Y.S.Wu & S.C.Chen: Sie kommt in den chinesischen Provinzen Guizhou, Sichuan, Yunnan sowie im nördlichen Fujian vor.[16]
- Cymbidium devonianum Paxton (Syn.: Cymbidium rigidum Z.J.Liu & S.C.Chen): Sie kommt in Indien, Bhutan, im östlichen Nepal, nordöstlichen Thailand, Nordvietnam und südöstlichen Yunnan (nur in Pingbian) vor.[4]
- Cymbidium dianlan H.He: Sie wurde 2019 aus Yunnan erstbeschrieben.[16]
- Cymbidium eburneum Lindl.: Es gibt seit 2006 etwa zwei Varietäten: Sie kommt vom Himalaya über Indochina bis Hainan vor.[4]
  - Cymbidium eburneum Lindl. var. eburneum: Sie kommt in Indien, Myanmar, Nepal und in den chinesischen Provinzen südliches Guangxi, südliches sowie westliches Hainan und westliches Yunnan vor.[4]
  - Cymbidium eburneum var. longzhouense Z.J.Liu & S.C.Chen: Sie wurde 2006 erstbeschrieben. Dieser Endemit gedeiht an Felsen Rocks in offenen Wäldern in Höhenlagen von etwa 800 Metern nur im südwestlichen Guangxi.[4]
- Cymbidium elegans Lindl.: Es gibt seit 2006 etwa zwei Varietäten:[16]
  - Cymbidium elegans var. elegans: Sie kommt von Indien, Bhutan, Nepal, Myanmar, südöstlichen Tibet bis zu den chinesischen Provinzen südwestliches Sichuan sowie Yunnan vor.[4]
  - Cymbidium elegans var. lushuiense (Z.J.Liu, S.C.Chen & X.C.Shi) Z.J.Liu & S.C.Chen (Syn.: Cymbidium lushuiense Z.J.Liu, S.C.Chen & X.C.Shi): Sie hat seit 2006 den Rang einer Varietät. Dieser Endemit gedeiht an Felswänden und kommt nur in Lushui im südwestlichen Yunnan.[4]
- Cymbidium elongatum J.J.Wood, Du Puy & Shim: Sie kommt auf Borneo in Sabah sowie Sarawak vor.[16]
- Cymbidium ensifolium (L.) Sw. (Syn.: Epidendrum ensifolium L.): Sie ist vom gemäßigten Ostasien über Indochina über Japan bis zur philippinischen Insel Luzon verbreitet.[16]
- Cymbidium erythraeum Lindl.: Es gibt seit 2006 zwei Varietäten:
  - Cymbidium erythraeum Lindl. var. erythraeum: Sie ist vom Himalaya bis Vietnam und südlichen-zentralen China verbreitet.
  - Cymbidium erythraeum var. flavum (Z.J.Liu & J.Yong Zhang) Z.J.Liu, S.C.Chen & P.J.Cribb (Syn.: Cymbidium flavum Z.J.Liu & J.Yong Zhang): Sie hat seit 2009 den Rang einer Varietät und kommt in Yunnan vor.[16]
- Cymbidium erythrostylum Rolfe: Sie kommt in Vietnam vor.[16]
- Cymbidium faberi Rolfe: Sie kommt von Nepal über Thailand, zentralen sowie südlichen China bis Taiwan vor.[16]
- Cymbidium finlaysonianum Lindl.: Sie kommt von Indochina bis Malesien vor.[16]
- Cymbidium floribundum Lindl.: Sie kommt vom südlichen China bis zum nördlichen Vietnam und Taiwan vor.[16]
- Cymbidium formosanum Hayata: Sie kommt nur in Taiwan vor.[16]
- Cymbidium gaoligongense Z.J.Liu & J.Yong Zhang: Sie wurde 2003 aus dem westlichen Yunnan erstbeschrieben und ist vielleicht eine Naturhybride aus Cymbidium erythraeum × Cymbidium tracyanum.[16]
- Cymbidium goeringii (Rchb. f.) Rchb. f.: Sie ist vom Himalaya über China und Korea bis Japan verbreitet.[16]
- Cymbidium haematodes Lindl.: Sie ist vom südlichen Indien über Laos und das südwestliche Yunnan bis zum westlichen Malesien verbreitet.[16]
- Cymbidium hartinahianum J.B.Comber & Nasution: Sie kommt nur im nördlichen Sumatra vor.[16]
- Cymbidium hookerianum Rchb. f.: Sie kommt von Assam über das östliche Nepal, Thailand, Myanmar bis zum südlichen China und Vietnam vor.[16]
- Cymbidium induratifolium Z.J.Liu & J.N.Zhang: Sie wurde 1998 aus Vietnam erstbeschrieben.[16]
- Cymbidium insigne Rolfe: Sie kommt im nördlichen Thailand, Vietnam sowie Hainan vor.[16]
- Cymbidium iridioides D.Don: Sie kommt vom Himalaya bis zum südlichen-zentralen China und Vietnam vor.[16]
- Cymbidium jiangchengense Ying L.Peng, S.R.Lan & Z.J.Liu: Die 2019 erstbeschriebene Art kommt in Yunnan vor.[16]
- Cymbidium kanran Makino: Sie kommt von Thailand sowie vom südlichen China bis zum nordwestlichen Vietnam und Korea sowie zum westlichen-zentralen sowie südlichen Japan vor.[16]
- Cymbidium lancifolium Hook.: Sie ist vom tropischen bis subtropischen Asien weitverbreitet.[16]
- Cymbidium lii M.Z.Huang, J.M.Yin & G.S.Yang: Sie 2017 aus Hainan erstbeschrieben.[16]
- Cymbidium longipes Z.J.Liu & J.N.Zhang: Sie wurde 1998 aus Vietnam erstbeschrieben.[16]
- Cymbidium lowianum (Rchb. f.) Rchb. f. (Syn.: Cymbidium giganteum var. lowianum Rchb. f.): Sie enthält seit 2005 drei Varietäten:
  - Cymbidium lowianum var. ailaoense X.M.Xu: Sie wurde 2005 aus Yunnan erstbeschrieben.[16]
  - Cymbidium lowianum var. kalawense (Colyear) Govaerts (Syn.: Cymbidium grandiflorum var. kalawense Colyear): Sie kommt im südwestlichen Yunnan und in Myanmar vor.[16]
  - Lows Kahnorchis[3] (Cymbidium lowianum (Rchb. f.) Rchb. f. var. lowianum): Sie kommt von Assam und südlichen Yunnan bis ins nördliche Indochina vor.[16]
- Cymbidium macrorhizon Lindl.: Sie ist vom nördlichen Pakistan und östlichen Indien bis zum gemäßigten Ostasien verbreitet.[16]
- Cymbidium madidum Lindl.: Sie kommt in den australischen Bundesstaaten Queensland und nördlichen New South Wales vor.[16]
- Cymbidium mastersii Griff. ex Lindl.: Sie kommt vom östlichen Himalaya bis zum westlichen Yunnan und Indochina vor.[16]
- Cymbidium micranthum Z.J.Liu & S.C.Chen: Sie wurde 2004 aus dem südöstlichen Yunnan erstbeschrieben.[16]
- Cymbidium munroanum King & Pantl.: Sie kommt im östlichen Himalaya bis Assam vor.[16]
- Cymbidium nanulum Y.S.Wu & S.C.Chen: Sie kommt in den chinesischen Provinzen südliches Yunnan, südwestliches Guizhou sowie Hainan vor.[16]
- Cymbidium omeiense Y.S.Wu & S.C.Chen: Dieser Endemit kommt in Sichuan nur im Emei Shan vor und ist vielleicht ein Naturhybride von Cymbidium tortisepalum.
- Cymbidium parishii Rchb. f.: Sie kommt im südlichen Myanmar vor.[16]
- Cymbidium puerense Z.J.Liu & S.R.Lan: Sie wurde 2018 aus Yunnan erstbeschrieben.[16]
- Cymbidium qiubeiense K.M.Feng & H.Li: Sie kommt in den chinesischen Provinzen südöstliches Yunnan sowie südwestliches Guizhou vor.[16]
- Cymbidium rectum Ridl.: Sie kommt von der Thailändischen Halbinsel bis zur Malaiischen Halbinsel und nördlichen Borneo vor.[16]
- Cymbidium recurvatum Z.J.Liu, S.C.Chen & P.J.Cribb: Sie wurde 2009 aus Yunnan erstbeschrieben.[16]
- Cymbidium repens Aver. & Q.T.Phan: Sie wurde 2016 aus Vietnam erstbeschrieben.[16]
- Cymbidium roseum J.J.Sm.: Sie kommt im westlichen Malesien vor.[16]
- Cymbidium sanderae (Rolfe) P.J.Cribb & Du Puy (Syn.: Cymbidium parishii var. sanderae Rolfe): Sie hat seit 1988 den Rang einer Art und kommt in Vietnam vor.[16]
- Cymbidium schroederi Rolfe: Sie kommt im südöstlichen Yunnan und zentralen Vietnam vor.[16]
- Cymbidium seidenfadenii (P.J.Cribb & Du Puy) P.J.Cribb (Syn.: Cymbidium insigne subsp. seidenfadenii P.J.Cribb & Du Puy): Sie hat seit 2014 den Rang einer Art und kommt im nördlichen Thailand vor.[16]
- Cymbidium serratum Schltr.: Sie kommt im südlichen-zentralen China vor.[16]
- Cymbidium shidianense G.Z.Chen, G.Q.Zhang & L.J.Chen: Sie wurde 2019 aus Yunnan erstbeschrieben.[16]
- Cymbidium sichuanicum Z.J.Liu & S.C.Chen: Sie wurde 2006 aus dem nördlichen-zentralen Sichuan erstbeschrieben.[16]
- Cymbidium sigmoideum J.J.Sm.: Sie kommt im westlichen Malesien vor.[16]
- Cymbidium sinense (Andrews) Willd.: Sie kommt von Assam über China und Indochina bis zur japanischen Insel Yakushima vor.[16]
- Cymbidium suave R.Br.: Sie kommt in den östlichen australischen Bundesstaaten Queensland sowie New South Wales vor.[16]
- Cymbidium suavissimum Sander ex C.H.Curtis: Sie kommt im westlichen Yunnan sowie südwestlichen Guizhou und im nördlichen Indochina vor.[16]
- Cymbidium tamphianum Aver.: Sie wurde 2018 aus Vietnam erstbeschrieben.[16]
- Cymbidium teretipetiolatum Z.J.Liu & S.C.Chen: Sie wurde 2002 aus dem südlichen Yunnan erstbeschrieben.[16]
- Cymbidium tigrinum C.S.P.Parish ex Hook.: Sie kommt in Assam (nur in Nagaland) im westlichen Yunnan, Myanmar und Thailand vor.[16]
- Cymbidium tortisepalum Fukuy.: Seit 2003 gibt es drei Varietäten:[16]
  - Cymbidium tortisepalum var. longibracteatum (Y.S.Wu & S.C.Chen) S.C.Chen & Z.J.Liu (Syn.: Cymbidium longibracteatum Y.S.Wu & S.C.Chen): Sie hat seit 2003 den Rang einer Varietät und kommt im südlichen-zentralen China vor.[16]
  - Cymbidium tortisepalum Fukuy. var. tortisepalum: Sie kommt im westlichen Sichuan, westlichen Yunnan sowie in Taiwan vor.[16]
- Cymbidium tracyanum L.Castle: Sie kommt im südöstlichen Tibet, in den chinesischen Provinzen südliches Yunnan sowie südwestliches Guizhou und im nördlichen Indochina vor.[16]
- Cymbidium wadae T.Yukawa: Sie kommt im nördlichen Thailand vor.[16]
- Cymbidium wenshanense Y.S.Wu & F.Y.Liu: Sie kommt im südöstlichen Yunnan und in Vietnam vor.[16]
- Cymbidium whiteae King & Pantl.: Dieser Endemit kommt im östlichen Sikkim nur in Gangtok vor.
- Cymbidium wilsonii (Rolfe ex De Cock) Rolfe (Syn.: Cymbidium giganteum var. wilsonii Rolfe ex De Cock): Sie kommt im südlichen Yunnan und in Vietnam vor.[16]

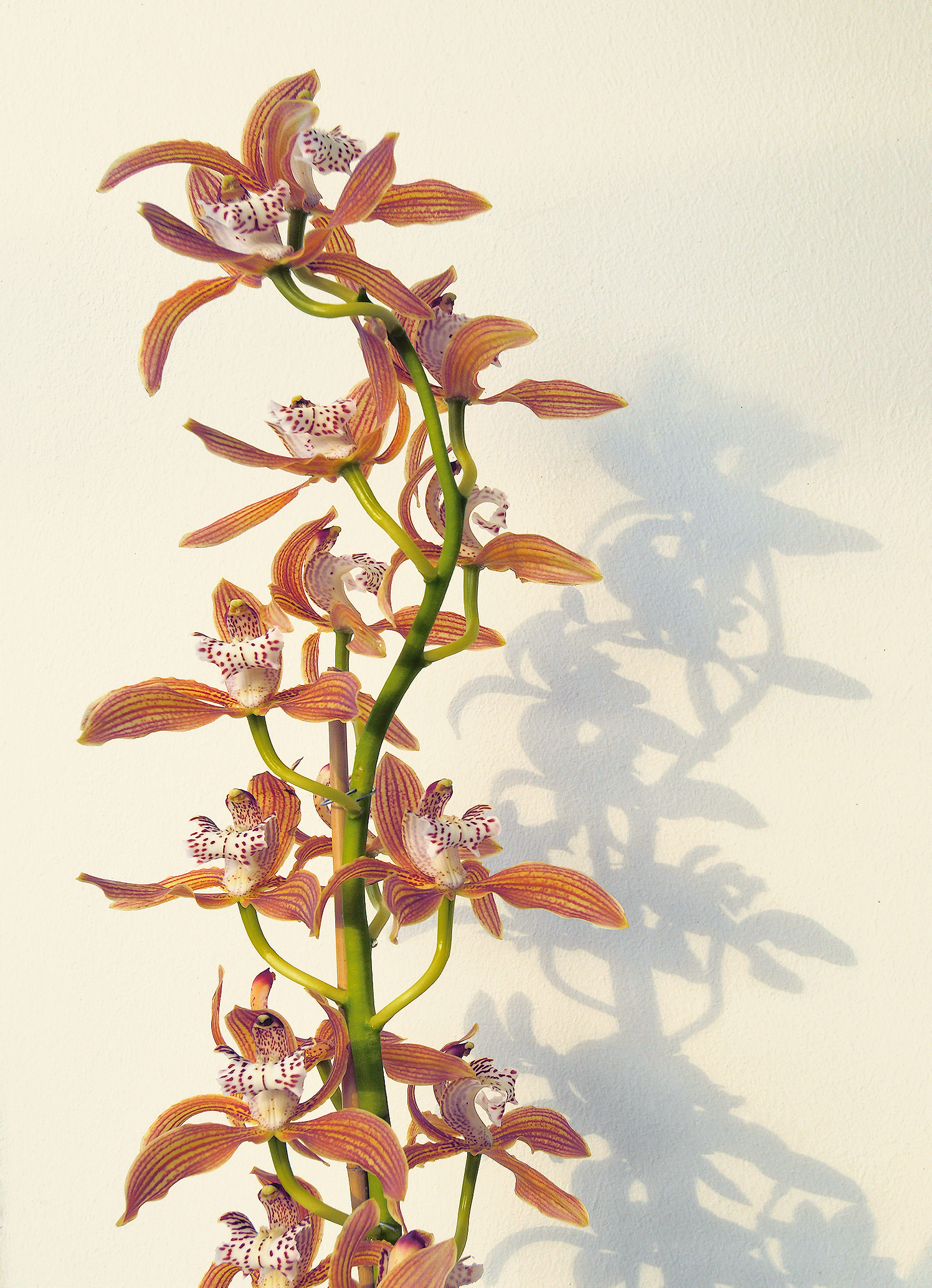
Cymbidium ‘Doris’ ist eine Hybride aus Cymbidium insigne und Cymbidium tracyanum

### Naturhybriden
Es gibt etwa 16 Naturhybriden:
- Cymbidium ×ballianum Rolfe = (Cymbidium eburneum × Cymbidium mastersii)
- Cymbidium ×baoshanense F.Y.Liu & Perner = (Cymbidium lowianum × Cymbidium tigrinum): Sie gedeiht in Wäldern in Höhenlagen von 1600 bis 1700 Metern nur in Longling im südwestlichen Yunnan.[4]
- Cymbidium × florinda auct. = (Cymbidium erythrostylum × Cymbidium iridioides)
- Cymbidium × gammieanum King & Pantl. = (Cymbidium elegans × Cymbidium erythraeum)
- Cymbidium × glebelandense Rolfe = (Cymbidium insigne × Cymbidium schroederi)
- Cymbidium × hillii F.Muell. ex Regel = (Cymbidium canaliculatum × Cymbidium suave)
- Cymbidium × nomachianum T.Yukawa & Nob.Tanaka = (Cymbidium kanran × Cymbidium lancifolium)
- Cymbidium × nujiangense X.P.Zhou, S.P.Lei & Z.J.Liu = (Cymbidium cyperifolium var. szechuanicum × Cymbidium tortisepalum)
- Cymbidium × oblancifolium Z.J.Liu & S.C.Chen = (Cymbidium ensifolium × Cymbidium lancifolium)
- Cymbidium × purpuratum L.J.Chen, L.Q.Li & Z.J.Liu = (Cymbidium kanran × Cymbidium qiubeiense)
- Cymbidium × rosefieldense auct. = (Cymbidium insigne × Cymbidium tracyanum)
- Cymbidium × woodlandense auct. = (Cymbidium mastersii × Cymbidium tracyanum)

### Kulturhybriden

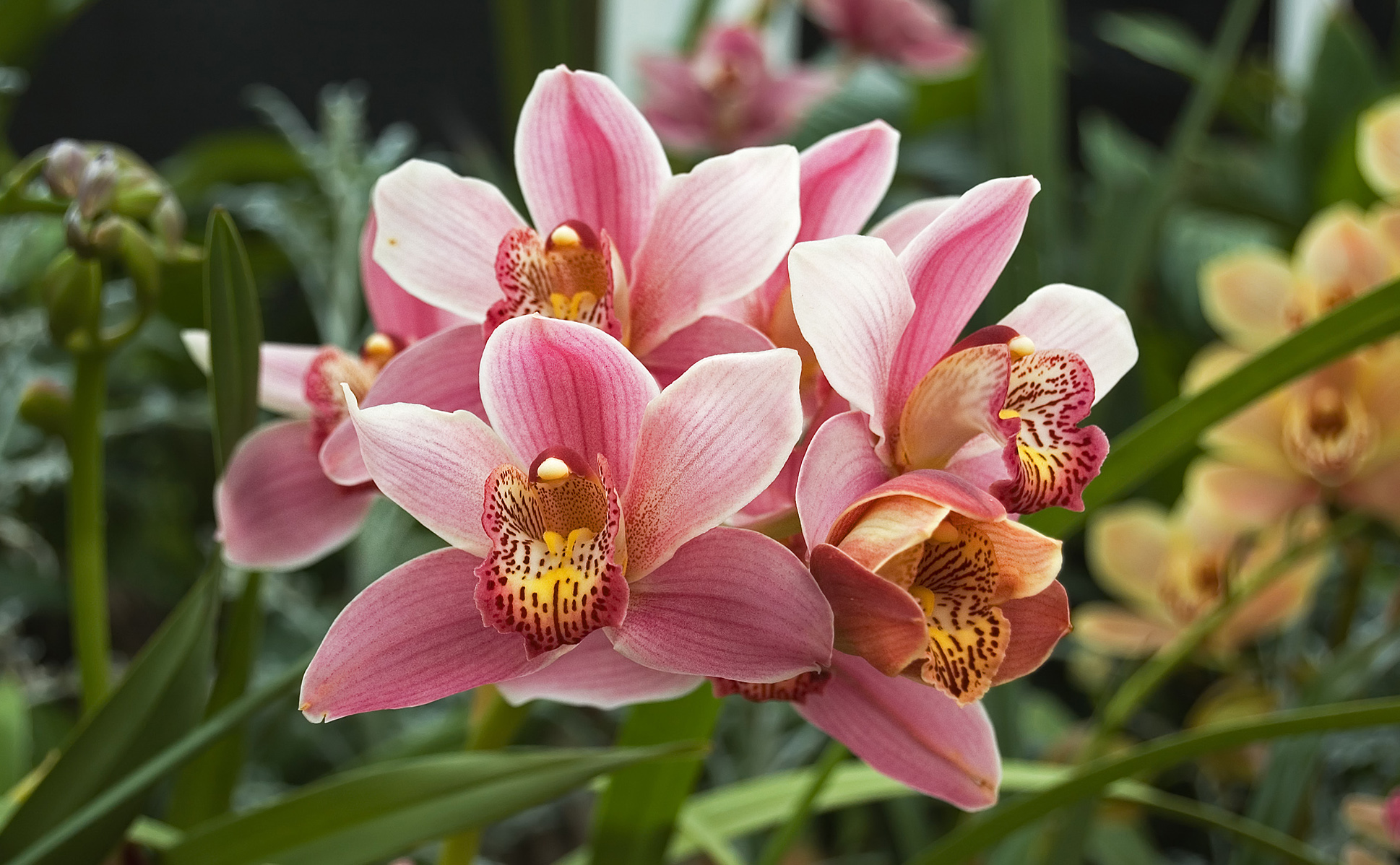
Cymbidium-Hybride.

- Cymbidium ×eburneo-lowianum (= Cymbidium eburneum × Cymbidium lowianum)
- Cymbidium ×lowio-grandiflorum (= Cymbidium lowii × Cymbidium grandiflorum)[17]

### Gattungshybriden
- Cymphiella Hort. (= Cymbidium Sw. × Eulophiella Rolfe)
- Bifrenidium Hort. (= Cymbidium Sw. × Bifrenaria Lindl.)
- Cymasetum Hort. (= Cymbidium Sw. × Catasetum Rich. ex Kunth)

### Mehrgattungshybriden
- Thompsonara Anon.: Diese Gattungshybride wurde künstlich erzeugt aus Cymbidium Sw. × Grammatophyllum Blume × Catasetum Rich. ex. Kunth[18]
- Cymaclosethum G.F.Carr & J.M.H.Shaw (= Cymbidium Sw. × Clowesia Lindl. × Catasetum Rich. ex Kunth)
- ×Kalakauara G.F.Carr & J.M.H.Shaw: Diese Gattungshybride wurde künstlich erzeugt aus Cymbidium Sw. × Grammatophyllum Blume × Clowesia Lindl. × Catasetum Rich. ex Kunth[19]

## Wirtschaftsfaktor
Im 21. Jahrhundert werden Millionen von Cymbidium-Schnittblumen weltweit vermarktet, Hauptabnehmer sind Länder mit gemäßigtem Klima. Hauptproduktionsländer sind Singapur, Thailand, Neuseeland und die Niederlande. In Neuseeland findet die Blumenernte von Mai bis August statt, in Thailand von Oktober bis März. Hauptimportländer sind Italien, Deutschland, Holland, Frankreich und England. Aus Indien stammt die derzeit größte In-vitro-Produktion von Cymbidium-Hybriden, ebenso der Handel mit sogenannten Alt-Bulben-Teilungen.

## Krankheiten und Schädlinge
Besonders bekannt ist das Cymbidium-Mosaikvirus (CymMV), auch Cymbidium-Schwarzstreifen-Virus oder schlicht Orchideen-Mosaikvirus genannt, eine Virose, bei der die Blätter fleckig und schwarz werden und der Stängel der Pflanze von innen heraus verfault. Das Virus ist besonders bei asiatischen Orchideenfarmern gefürchtet, da eine Infektion mit hohen Verlustzahlen einhergeht und der wirtschaftliche Schaden groß ist.

## Gefährdung und Artenschutz
Die Arten Cymbidium defoliatum und Cymbidium nanulum werden von der Roten Liste der IUCN als „gefährdet“ eingestuft.